# Ole Due
Ole Due (ur. 10 lutego 1931 w Hillerød, zm. 21 stycznia 2005) – duński prawnik, sędzia Trybunału Sprawiedliwości Wspólnot Europejskich w latach 1979–1988 oraz Prezes Trybunału w latach 1988–1994.